# باتريسيو غراف
باتريسيو غراف (بالإيطالية: Patricio Graff؛ بالإسبانية: Patricio Graff) هو لاعب كرة قدم إيطالي وأرجنتيني في مركز الدفاع، ولد في 18 نوفمبر 1975 في روساريو في الأرجنتين. لعب مع جيمناسيا لابلاتا ودين بوستش ورايو فايكانو وروزاريو سنترال وريال سبورتينغ خيخون وفاينورد ونادي إيركوليس ونومانسيا.